# 吳興市
吳興市是1949年-1950年中国浙江省湖州市短暂的名字。

## 历史沿革
- 民國元年一月烏程、歸安二縣合併為「吳興縣」。二月湖屬各縣直隸於省。
- 解放後，先後設浙江第一專區、嘉興專區和嘉興地區，治所長期設在湖州。1949年於吳興縣城區置吳興市，1950年改為「湖州市」。1962年撤銷，1970年複置。1981年撤銷吳興縣併入湖州市。1983年10月，撤地建市建湖州、嘉興兩個省轄市。現在的湖州市轄吳興、南潯兩個市轄區及長興、德清、安吉三縣。